# Jan Heimrich
Jan Heimrich, celým jménem Jan Nepomuk Heimrich (11. května 1853 Bohdalov – 16. května 1933 Jihlava, Schillerova ulice 46), byl rakouský a český podnikatel a politik české národnosti, na přelomu 19. a 20. století poslanec Říšské rady.

## Biografie
Narodil se 11. května 1853 v Bohdalově v domě čp. 89 do rodiny mlynářského mistra Václava Heimricha a Nepomuceny rozené Landsmannové. Otec pocházel z Opatova, matka z Polné. Měl staršího bratra Antonína (* 1851).
Profesí byl továrníkem. Publikoval práce o škrobárenství a přispíval do Žďárských obzorů. Roku 1895 založil v Bohdalově továrnu na stroje, kterou později přestěhoval do Jihlavy. Šlo tehdy o první průmyslový podnik v Jihlavě ovládaný etnicky českým kapitálem.
V letech 1902–1906 se uvádí jako poslanec Moravského zemského sněmu. Byl sem zvolen v kurii venkovských obcí, obvod Nové Město, Bystřice, Žďár. Na konci 19. století se zapojil i do celostátní politiky. Ve volbách do Říšské rady roku 1897 získal mandát v Říšské radě (celostátní zákonodárný sbor) za kurii venkovských obcí, obvod Boskovice, Tišnov, Nové Město atd. Za týž obvod uspěl i ve volbách do Říšské rady roku 1901. K roku 1897 se profesně uvádí jako továrník a statkář.
Po roce 1918 působil jako člen státní železniční rady. Byl místopředsedou jihlavské pobočky Svazu československých průmyslníků a členem místního výboru Národní banky a Živnostenské banky.
Zemřel v květnu 1933. V květnu 2013 mu byla v rodném Bohdalově odhalena pamětní deska.
S manželkou Julií (1860–1928), rozenou Boháčkovou, měl početné potomstvo. Vnuk Jiří (1915–1945) byl během okupace popraven za odbojovou činnost.